# Кармин (Тексас)
Кармин (енгл. Carmine) град је у америчкој савезној држави Тексас. По попису становништва из 2010. у њему је живело 250 становника.

## Демографија
Према попису становништва из 2010. у граду је живело 250 становника, што је 22 (9,6%) становника више него 2000. године.
| Група             | 2000.       | 2010.       |
| Белци             | 194 (85,1%) | 223 (89,2%) |
| Афроамериканци    | 4 (1,8%)    | 6 (2,4%)    |
| Азијати           | 0 (0,0%)    | 0 (0,0%)    |
| Хиспаноамериканци | 26 (11,4%)  | 21 (8,4%)   |
| Укупно            | 228         | 250         |